# Joanna Berdzik
Joanna Elżbieta Berdzik (ur. 18 sierpnia 1965 w Jaworze) – polska nauczycielka, menedżerka oświaty, w latach 2012–2015 podsekretarz stanu w Ministerstwie Edukacji Narodowej.

## Życiorys
Ukończyła pedagogikę nauczania początkowego na Uniwersytecie Wrocławskim, odbyła studia podyplomowe m.in. w zakresie organizacji i zarządzaniu w oświacie. Pracowała jako nauczycielka w szkole podstawowej w Bolesławcu, w 1997 została dyrektorką szkoły podstawowej w Kraśniku Dolnym. Od 2007 kierowała studiami podyplomowymi prowadzonymi przez Centrum Edukacji Obywatelskiej. Współtworzyła Ogólnopolskie Stowarzyszenie Kadry Kierowniczej Oświaty, którego była prezesem. W 2010 objęła stanowisko dyrektora Ośrodka Rozwoju Edukacji. 17 stycznia 2012 powołana na stanowisko podsekretarza stanu w Ministerstwie Edukacji Narodowej. Pełniła tę funkcję do listopada 2015.